# تیمو تاهواناینن
تیمو تاهواناینن (فنلاندی: Timo Tahvanainen؛ زادهٔ ۲۶ ژوئن ۱۹۸۶) بازیکن فوتبال اهل فنلاند است.
از باشگاه‌هایی که در آن بازی کرده‌است می‌توان به باشگاه فوتبال کوپیون پالوسئورا، باشگاه فوتبال سینایوئن یالکاپالوکرهو، و باشگاه فوتبال یارو اشاره کرد.
وی همچنین در تیم ملی فوتبال فنلاند بازی کرده‌است.